# Прашка
Пра́шка (пол. Praszka, нім. Praschkau) — місто в південно-західній Польщі, на річці Просна.
Належить до Олеського повіту Опольського воєводства.

## Демографія
Демографічна структура станом на 31 березня 2011 року:
|          | Загалом | Допрацездатний вік | Працездатний вік | Постпрацездатний вік |
| -------- | ------- | ------------------ | ---------------- | -------------------- |
| Чоловіки | 3996    | 638                | 3072             | 286                  |
| Жінки    | 4151    | 608                | 2817             | 726                  |
| Разом    | 8147    | 1246               | 5889             | 1012                 |